# Eugénie Lemoine-Luccioni
Eugénie Lemoine-Luccioni, née le 8 septembre 1912 à Toulon et morte le 23 juillet 2005 à Paris, est une psychanalyste, femme de lettres et critique littéraire française. Membre de l'école de la cause freudienne dont elle fut vice-présidente, elle travaille notamment avec Jacques Lacan et collabore, de 1945 à 1976, à la revue Esprit.
Elle a publié sous le nom de Gennie Luccioni un roman en 1946, Cercles, et a traduit plusieurs œuvres de l'italien, dont Le Petit Monde de Don Camillo de Giovanni Guareschi, en 1951. Ses notes et chroniques dans la revue Esprit sont signées de ce nom (ou encore de Eugénie Luccioni).
Elle a publié sous le nom de Gennie Lemoine, avec Paul Lemoine, Le Psychodrame, Laffont 1972. 
Sa belle-sœur est la romancière et traductrice hollandaise Maatje Luccioni-Van de Male, qu'elle évoque brièvement dans Partage des femmes.

## Ouvrages
- Partage des femmes, éditions du Seuil, 1976.
- Marches, éditions des femmes, 1977.
- Le Rêve du cosmonaute, éditions du Seuil, 1980.
- La Robe : essai psychanalytique sur le vêtement, éditions du Seuil, 1983.
- Psychanalyse pour la vie quotidienne, éditions Navarin, 1987.
- L'Histoire à l'envers : pour une politique de la psychanalyse, éditions des femmes, 1992.
- L'Entrée dans le temps : essais psychanalytiques, éditions Payot, 2001.